# 红雁街道
红雁街道，是中华人民共和国新疆维吾尔自治区乌鲁木齐市天山区下辖的一个乡镇级行政单位。

## 行政区划
红雁街道下辖以下地区：
东大梁社区、乌拉泊社区、红雁池东社区和乌拉泊村。